# Xenophysa afghanorea
Xenophysa afghanorea är en fjärilsart som beskrevs av Zoltan Varga 1985. Xenophysa afghanorea ingår i släktet Xenophysa och familjen nattflyn. Inga underarter finns listade i Catalogue of Life.